# Jules Maurice
Pour les articles homonymes, voir Nicolas Maurice et Maurice.
Jules Joseph Nicolas Maurice, né le 20 juin 1808 à Valenciennes (Nord) et mort le 20 mars 1876 à Versailles (Seine-et-Oise) est un homme politique français.

## Biographie
Fils d’un avocat du barreau de Valenciennes, Jules Maurice arrive à Douai encore enfant, en 1811, lorsque son père est nommé substitut du procureur général près la cour royale. Six ans plus tard, ce dernier deviendra avocat général puis, en 1843, atteindra même la présidence de chambre.
Inscrit au barreau de Douai en 1830, Jules Maurice est élu en 1837 maire de Brebières, commune d’où était originaire Pélagie Pilat sa grand-mère paternelle, mais il démissionne de sa charge en 1841.
Nommé en 1847 juge suppléant au Tribunal Civil de Douai, il est élu après la révolution de février au conseil municipal sur un profil plutôt conservateur au sein d’une liste d’opinion très modérée où les Républicains ne sont pas majoritaires. Si l’ordre public ne sera pas troublé par les événements nationaux, la ville n’accordera au plébiscite qui suivit le coup d’État du 2 décembre 1851 qu’un soutien très mesuré.
Partisan de l’ordre, Jules Maurice, qui se rallie au niveau régime, se voit nommé maire par arrêté préfectoral en février 1852, poste qu’il conservera jusqu’en 1860. Dix ans plus tard, appelé par les conseillers municipaux à prendre la direction de la commune lors des événements de la guerre franco-prussienne, il ne garde ce poste que quelques semaines. Il en démissionne dès septembre 1870.
Outre sa participation au Conseil Général de 1852 à 1874, Jules Maurice sera élu député du Nord lors des législatives de février 1871. Il fera dès lors partie de la majorité de Droite et votera contre de nombreuses décisions de l’assemblée.
En janvier 1876, il est élu assez confortablement sénateur du Nord mais sa mort brutale en mars à Versailles lui donne à peine le temps de siéger,.
L’action de Jules Maurice à la tête de la commune est marquée par un dynamisme qui rompt avec l’atonie qui fut celle des maires qui l’ont précédé depuis le Premier Empire. Les travaux publics, financés par emprunt à l’exemple d’Haussmann pour Paris permettent la réalisation de projets de grande envergure qui subsistent encore aujourd’hui tant ils ont modelé durablement l’urbanisme douaisien.
Il est ainsi possible de citer la réfection de nombreuses rues, la mise en œuvre d’un réseau complet d’égouts mais plus encore la rénovation et l’extension de l’Hôtel de Ville, la construction de l’Hôtel académique - ces nouveaux locaux de la rue de l’Université permettent en 1854 l’installation de la faculté des Lettres à Douai  – et enfin la vigoureuse extension urbaine que connaîtra sous son mandat la cité, notamment celle du nouveau quartier de l’Abbaye des Prés.